# Stuart
Ramiro José Verdoljak, (Coronda, Provincia de Santa Fe, Argentina; 26 de mayo de 1994) conocido públicamente como Stuart, es un freestyler y compositor argentino.
Comenzó en el ambiente de la música a los 10 años, donde conoció la disciplina del freestyle y luego se interiorizó en las batallas de gallos. A lo largo de sus años ganó competencias de relevancia internacional como la FMS Argentina, la God Level All Starts y Red Bull Argentina 2024. En 2022 se incursionó en la actuación teniendo una breve participación en la película Panash.

## Biografía
Nacido en Gálvez en 26 de mayo de 1994, su padre es José Luis Verdoljak y fue el cuarto de siete hermanos. Vivió toda su infancia y adolescencia en Coronda e incursionó en el mundo del rap gracias a sus primos que le entregaron un disco de Nucleo TintaSucia, un rapero de Buenos Aires. 

## Trayectoria musical

### Comienzos
Stuart empezó desde muy chico en la música, simulando batallas de freestyle con sus amigos. Desde 2013 que cantaba sus propios temas.

### 2018-2019: Final de Red Bull y reconocimiento
En 2018, llegó a la Final Argentina de Red Bull Batalla de Gallos luego de quedar en el segundo puesto de la competencia regional en Rosario. En la Final Nacional de Red Bull, donde compitieron 16 participantes de todo el país, Stuart logró llegar a  la final contra Dozer, quien lo derrotó y dejó a Stuart nuevamente en el segundo puesto.
Siendo ya reconocido como uno de los 10 freestylers más importantes del país, participó en la Freestyle Master Series de Argentina. Esa temporada, Stuart logró mantenerse en la FMS y, en 2019, volvió a participar de la Final Nacional de Red Bull, donde perdió en cuartos de final contra Trueno.
Ese mismo año participó del torneo Cruce de Campeones en el Casco Histórico de Asunción, Paraguay, donde se consagró campeón. En noviembre de 2019, Stuart, junto a Jaze, se convierte en campeón de la primera fecha del God Level All Stars, venciendo a Trueno y Letra en la final.

### 2020-presente: Campeón de FMS yAlunado
En 2020, Stuart volvió a ganar la God Level All Stars, en la segunda fecha del evento en Monterrey, junto a Papo. El paso de los Argentinos fue significativo, en Chile, dando paso a la primera ronda cayeron frente a los españoles Chuty y Skone, por sorteo, en México se volvieron a enfrentar a estos superándolos ampliamente. En la final se enfrentaron a Lobo Estepario y Jony Beltran que venían de ganarle a Lit Killah y Mecha, tras réplicas, y manos a manos como el que tuvo frente a Jony Beltran, el equipo de los Argentinos se consagró campeón de la competencia.
En 2021 fue campeón nacional de la FMS Argentina, con un total de 20 puntos empatando con Papo, pero acumulando más puntos en cada batalla.
En el año 2022, se enfrentó a Replik en la segunda jornada de las batallas escritas Liga Bazooka, la batalla fue una de las más vistas de la competencia con más de 1 millón de reproducciones. En ese año también lanzó su primer extended play titulado Alunado. Fue producido principalmente por Franc Real y Uanti.

"Alunado hace referencia al momento en que despertás y, si bien ya estás despierto, parte de tu mente todavía está semidormida. Intentás cerrar la mano y pareciera que aún te está volviendo la fuerza que normalmente tendrías”
Stuart  para El Planteo 

## Otros trabajos
En 2022, tuvo una pequeña participación en la película Panash, donde también participaron otros artistas reconocidos como Homer el Mero Mero y Real Valessa.

## Vida privada
El rapero tiene un hijo. Es hincha del Club Atlético River Plate.

## Estadísticas

### Títulos
| Año  | Evento                                              | País      | Resultado |
| ---- | --------------------------------------------------- | --------- | --------- |
| 2014 | RapInUp2 2014                                       | Argentina | Campeón   |
| 2017 | Invasión Rapper 3vs3 2017 (con Klan y Shecka)       | Argentina | Campeón   |
| 2017 | Cuenta Regresiva Nacional Argentina 2017            | Argentina | Campeón   |
| 2017 | Invasión Rapper 2vs2 2017 (con Cranne)              | Argentina | Campeón   |
| 2017 | Invasión Rapper Nacional 2017                       | Argentina | Campeón   |
| 2017 | Batalla Dementes Nacional 2017                      | Argentina | Campeón   |
| 2019 | Estación Freestyle Vol.2 Nacional 2019              | Argentina | Campeón   |
| 2019 | Cruce de Campeones Edición Elite Internacional 2019 | Paraguay  | Campeón   |
| 2019 | Kingdom 2vs2 Internacional 2019 (con Sub)           | Perú      | Campeón   |
| 2020 | God Level AllStar 2vs2 "Fecha 1" 2020 (con Jaze)    | Argentina | Campeón   |
| 2020 | God Level AllStar WE 2vs2 "Fecha 2" 2020 (con Papo) | México    | Campeón   |
| 2021 | FMS Argentina Temporada 2020/21                     | Argentina | Campeón   |
| 2024 | Red Bull Batalla Nacional Argentina 2024            | Argentina | Campeón   |

### Participaciones
| Año  | Evento                                     | Lugar     | Resultado     |
| ---- | ------------------------------------------ | --------- | ------------- |
| 2014 | ACDPZoo 2vs2 Regional 2014                 | Argentina | Subcampeón    |
| 2014 | Rosario Freestyle Massacre 2015            | Argentina | Semifinalista |
| 2015 | Al Kaeda Deluxe 2015                       | Argentina | Subcampeón    |
| 2016 | La Madriguera Freestyle 2vs2               | Argentina | Subcampeón    |
| 2016 | BDM Regional Rosario 2016                  | Argentina | Semifinalista |
| 2017 | Al Kaeda Deluxe 2017                       | Argentina | Semifinalista |
| 2017 | Invasion Rapper Individual 2017            | Argentina | Subcampeón    |
| 2018 | Red Bull Regional Rosario 2018             | Argentina | Subcampeón    |
| 2018 | Red Bull Nacional Argentina 2018           | Argentina | Subcampeón    |
| 2019 | Titanes Del Freestyle Internacional 2019   | México    | Cuarto Puesto |
| 2019 | Cultura Rap Clasificatoria DEM Final 2019  | Argentina | Semifinalista |
| 2019 | FMS Argentina 2019                         | Argentina | Cuarto Puesto |
| 2019 | Red Bull Nacional Argentina 2019           | Argentina | 4tos de Final |
| 2019 | God Level AllStars 2vs2 Internacional 2019 | Perú      | Subcampeón    |
| 2019 | Cruce de Campeones Internacional 2019      | Paraguay  | 4tos de Final |
| 2020 | Red Bull Nacional Argentina 2020           | Argentina | Octavos       |
| 2024 | Red Bull Regional Buenos Aires 2024        | Argentina | Semifinal     |

## Discografía

### Extended play
- Alunado - 2022

### Sencillos
| Año  | Nombre                                    | Ref           |
| ---- | ----------------------------------------- | ------------- |
| 2015 | Gracias por Tanto                         | [ 21 ] [ 22 ] |
| 2015 | Nuestra primera noche juntos              | [ 21 ] [ 22 ] |
| 2015 | No paramos (con FluidPro)                 | [ 21 ] [ 22 ] |
| 2016 | Cromo                                     | [ 21 ] [ 22 ] |
| 2016 | Fuente de los deseos                      | [ 21 ] [ 22 ] |
| 2016 | Las cabezas (con La Menor)                | [ 21 ] [ 22 ] |
| 2016 | La función                                | [ 21 ] [ 22 ] |
| 2016 | Desenlace                                 | [ 21 ] [ 22 ] |
| 2016 | Sonidos visibles                          | [ 21 ] [ 22 ] |
| 2016 | Margen de error                           | [ 21 ] [ 22 ] |
| 2016 | La purga                                  | [ 21 ] [ 22 ] |
| 2016 | Toque de queda                            | [ 21 ] [ 22 ] |
| 2016 | Verás                                     | [ 21 ] [ 22 ] |
| 2017 | Mi corazón no miente                      | [ 21 ] [ 22 ] |
| 2017 | La gloria o la lona (con Brapis)          | [ 21 ] [ 22 ] |
| 2017 | Desesperación, pasión paciencia y delirio | [ 21 ] [ 22 ] |
| 2017 | Mi camino                                 | [ 21 ] [ 22 ] |
| 2017 | IneXplicable                              | [ 21 ] [ 22 ] |
| 2017 | Soy                                       | [ 21 ] [ 22 ] |
| 2017 | Mentira                                   | [ 21 ] [ 22 ] |
| 2017 | Verdades                                  | [ 21 ] [ 22 ] |
| 2017 | Punto Blanco                              | [ 21 ] [ 22 ] |
| 2017 | Terceros en discordia                     | [ 21 ] [ 22 ] |
| 2018 | Sin pelo en la lengua                     | [ 21 ] [ 22 ] |
| 2018 | Efecto pañales                            | [ 21 ] [ 22 ] |
| 2018 | Simpatía                                  | [ 21 ] [ 22 ] |
| 2018 | Saname                                    | [ 21 ] [ 22 ] |
| 2018 | Una octava de mi                          | [ 21 ] [ 22 ] |
| 2018 | Ni perdón ni permiso                      | [ 21 ] [ 22 ] |
| 2019 | Sin miedo                                 | [ 21 ] [ 22 ] |
| 2019 | La felicidad (con Videz)                  | [ 21 ] [ 22 ] |
| 2019 | Deep                                      | [ 21 ] [ 22 ] |
| 2019 | Mis hermanos de Berlín                    | [ 23 ]        |
| 2019 | Psicópata                                 |               |
| 2019 | Norte                                     |               |
| 2019 | Happy Kid                                 |               |
| 2019 | Tormenta                                  |               |
| 2019 | John                                      |               |
| 2019 | Palabras dispersas                        |               |
| 2019 | Transición (con G Sony)                   |               |
| 2020 | Me han dicho                              |               |
| 2020 | Halloween (con NahueMC)                   |               |
| 2020 | Si la casa se quema                       |               |
| 2020 | Defectos escondidos                       |               |
| 2020 | Glándula del placer                       |               |
| 2020 | Tercer strike                             |               |
| 2020 | Altamar                                   |               |
| 2020 | Un buen hombre                            |               |
| 2020 | El martillo y la pólvora                  |               |
| 2020 | Fallas mentales                           |               |
| 2021 | Culpa de la puerta                        |               |
| 2021 | Sueltame                                  |               |
| 2021 | Un pajar en un mar de lava                |               |
| 2022 | Una parte de 2                            |               |
| 2022 | Lloro tinta                               |               |
| 2022 | Alunado                                   |               |
| 2022 | Catarsis                                  |               |
| 2022 | Dime                                      |               |
| 2022 | No puedo perdonarte todas                 |               |
| 2022 | Tempestad                                 |               |

## Filmografía
- 2022, Panash